# Platinová elektroda
Platinová elektroda patří mezi velmi používané identifikační neboli měrné elektrody. Elektroda je zhotovena zatavením platinového drátku nebo plíšku do trubičky ze skla. Spojení platiny, které musí být vodivé je realizováno pomocí rtuti. Výrobci tyto elektrody dodávají ve vhodné úpravě, díky ní je možné je připojit k potenciometrům. Mezi výhody platinové elektrody patří chemická inertnost. Její použití je v anodické oblasti. Plíšková platinová elektroda se pak používá jako elektroda generační a nebo pracovní.

## Čištění
U komerčních typů elektrod většinou není možné čistit elektrodu vyžíháním, ale čistí se pouze mechanicky. Mechanické čištění se provádí opláchnutím elektrody v kyselině chromsírové a pak dusičné. Poté následuje opláchnutí v destilované vodě. Další metodou čištění je pak čištění elektrochemické, které se provede tak, že se dvě platinové elektrody ponoří do zředěného roztoku kyseliny asi na 20-30 sekund. Poté se mění polarizace.